# Pyrolirion
Pyrolirion is een geslacht uit de narcisfamilie (Amaryllidaceae). De soorten komen voor van Peru tot in Noordwest-Chili.

## Soorten
- Pyrolirion albicans Herb.
- Pyrolirion arvense (F.Dietr.) Erhardt, Götz & Seybold
- Pyrolirion boliviense (Baker) Sealy
- Pyrolirion cutleri (Cárdenas) Ravenna
- Pyrolirion flavum Herb.
- Pyrolirion huantae Ravenna
- Pyrolirion tarahuasicum Ravenna
- Pyrolirion tubiflorum (L'Hér.) M.Roem.

... · 
Acis · 
Amaryllis · 
Boophone · 
Clivia · 
Crinum (Haaklelie) · 
Galanthus (Sneeuwklokje) · 
Hippeastrum · 
Hymenocallis · 
Leucojum (Narcisklokje) · 
Narcissus (Narcis) · 
Pancratium · 
Scadoxus · 
Sprekelia · 
Sternbergia · 
...